# Гаджимусаев, Шамиль Ибрагимович
Шамиль Ибрагимович Гаджимусаев  (род. 1992) — российский спортсмен-кикбоксер, мастер спорта России международного класса, чемпион России, Европы и мира.

## Биография
Студент Белгородского университета кооперации, экономики и права, занимается в секции единоборств более 10 лет.
На чемпионате мира по кикбоксингу в разделе К-1 выиграл четыре боя, выполнив норматив мастера спорта.
17 июня 2014 года в Сан-Пауло (Бразилия) на международного турнира WGP Kickboxing Russia vs Brasil одержал победу над бразильским бойцом — Эмерсоном Фалькао. В финальном бою победил неоднократного чемпиона мира Алексея Федосеева из Киргизии со счётом 3:0.
В 2014 году присвоено звание мастера спорта международного класса.
В марте 2015 года выиграл чемпионат России.
В ноябре 2016 года принял участие на чемпионате Европы по кикбоксингу, который проходил в словенском городе Марибор. Сборная России, в составе которой был Шамиль Гаджимусаев, заняла первое общекомандное место. Сам Гаджимусаев стал победителем во всех поединках в своей весовой категории.
В 2021 году в итальянском Езоло Лидо Шамиль в разделе лоу-кик, весовая категория 67 кг завоевал золотую медаль.

## Достижения
- Чемпионат России по кикбоксингу 2015 —
- Чемпионат Европы по кикбоксингу 2016 —
- Чемпионат мира по кикбоксингу 2021 —